# Kelurahan Panjunan (administrativ by i Indonesien, Jawa Barat, lat -6,71, long 108,57)
Kelurahan Panjunan är en administrativ by i Indonesien.   Den ligger i provinsen Jawa Barat, i den västra delen av landet, 200 km öster om huvudstaden Jakarta.